# Liste des unités urbaines de l'Aisne
- Plus de 50 000 habitants
- Entre 20 000 et 50 000 habitants
- Entre 10 000 et 20 000 habitants
- Entre 5 000 et 10 000 habitants
- Moins de 5 000 habitants

Carte des communes urbaines de l'Aisne par unité urbaine en 2010.
Plus de 50000 habitants
Entre 20000 et 50000 habitants
Entre 10000 et 20000 habitants
Entre 5000 et 10000 habitants
Moins de 5000 habitants

La liste des unités urbaines de l'Aisne regroupe les unités urbaines du département de l'Aisne dont la mise à jour est effectuée par l'Insee lors de la révision du zonage ou du périmètre des unités urbaines en France.
Ces mises à jour ont lieu régulièrement après chaque recensement de population. Concernant ces listes, celles-ci sont établies en 1975, 1982, 1990, 1999, 2010 et 2020.

## Unités urbaines en 2020

### Définitions
En France, l'Institut national de la statistique et des études économiques (Insee) définit l’unité urbaine comme une surface agglomérée contigüe de plus de 2 000 habitants. Cette surface peut s’étendre sur une ou plusieurs communes : on parle de « ville isolée » dans le premier cas, et d’« unité urbaine multicommunale » dans le second.
Dans le département de l'Aisne, le zonage de 2020 met en évidence 29 unités urbaines regroupant 73 des 800 communes départementales. En outre, l'Insee distingue parmi ces unités 14 villes isolées et 15 unités urbaines multicommunales.
Par rapport au zonage de 2010, les unités urbaines de Montcornet, de Ribemont et de Vic-sur-Aisne disparaissent, mais les unités urbaines conservent les mêmes périmètres.

### Liste des unités urbaines
Elles sont les suivantes avec les chiffres du recensement de 2017.
| Code   | Unité urbaine (2020)    | Nombre de communes | Population (hab.) | Superficie (km2) | Densité (hab./km2) |
| ------ | ----------------------- | ------------------ | ----------------- | ---------------- | ------------------ |
| 02 501 | Saint-Quentin           | 6                  | 63 147            | 49,3             | 1 281              |
| 02 404 | Soissons                | 8                  | 43 098            | 56,3             | 766                |
| 02 403 | Laon                    | 3                  | 28 328            | 66,3             | 427                |
| 02 402 | Tergnier                | 7                  | 22 251            | 48,8             | 456                |
| 02 401 | Château-Thierry         | 6                  | 22 221            | 67,31            | 330                |
| 02 302 | Chauny                  | 5                  | 17 540            | 53,86            | 325                |
| 02 301 | Villers-Cotterêts       | 1                  | 10 872            | 41,71            | 261                |
| 02 203 | Hirson                  | 2                  | 9 682             | 37,9             | 255                |
| 02 202 | Charly-sur-Marne        | 5                  | 7 139             | 58,94            | 121                |
| 02 201 | Bohain-en-Vermandois    | 1                  | 5 664             | 31,74            | 178                |
| 02 119 | Guise                   | 1                  | 4 824             | 16,13            | 299                |
| 02 118 | Pinon                   | 2                  | 4 298             | 30,05            | 143                |
| 02 117 | Vervins                 | 2                  | 3 465             | 30,09            | 115                |
| 02 116 | Saint-Michel            | 1                  | 3 417             | 42,2             | 81                 |
| 02 115 | Étreux                  | 4                  | 3 324             | 40,38            | 82                 |
| 02 114 | Origny-Sainte-Benoite   | 3                  | 3 082             | 43,81            | 70                 |
| 02 113 | Fère-en-Tardenois       | 1                  | 3 053             | 20,4             | 150                |
| 02 112 | Fresnoy-le-Grand        | 1                  | 2 945             | 15,07            | 195                |
| 02 111 | Montescourt-Lizerolles  | 2                  | 2 908             | 19,66            | 148                |
| 02 110 | Villeneuve-sur-Aisne    | 1                  | 2 704             | 25,03            | 108                |
| 02 109 | Le Nouvion-en-Thiérache | 1                  | 2 669             | 48,42            | 55                 |
| 02 108 | Venizel                 | 2                  | 2 532             | 11,18            | 226                |
| 02 107 | Saint-Gobain            | 1                  | 2 282             | 29,73            | 77                 |
| 02 106 | Marle                   | 1                  | 2 268             | 13,79            | 164                |
| 02 105 | Nesles-la-Montagne      | 2                  | 2 242             | 24,14            | 93                 |
| 02 104 | Braine                  | 1                  | 2 213             | 11,61            | 191                |
| 02 103 | La Ferté-Milon          | 1                  | 2 085             | 18,35            | 114                |
| 02 102 | Sissonne                | 1                  | 2 055             | 53,53            | 38                 |
| 02 101 | Vailly-sur-Aisne        | 1                  | 2 003             | 9,97             | 201                |

## Unités urbaines en 2010

### Définitions
Dans le département de l'Aisne, le zonage de 2010 met en évidence 32 unités urbaines regroupant 79 des 800 communes départementales. En outre, l'Insee distingue parmi ces unités 15 villes isolées et 17 unités urbaines multicommunales.
Par rapport au zonage de 1999, des unités urbaines ont eu leurs périmètres diminués en taille comme ceux de Chauny, de Saint-Quentin, de Soissons mais une seule a eu son périmètre augmenté de deux communes, celle d'Étreux. L'unité urbaine d'Athies-sous-Laon disparaît mais elle est regroupée avec celle de Laon tandis que deux communes de l'unité urbaine de Château-Thierry forment une nouvelle unité urbaine, celle de Nesles-la-Montagne.
Au 1er janvier 2016, alors que 14 communes sont supprimées, 3 communes nouvelles voient le jour, diminuant le nombre de communes à 805. Ce changement n’altère pas le nombre d’unités urbaines (32), ni celui des communes urbaines (79). En revanche, le nombre de communes rurales passe de 737 à 726.
Au 1er janvier 2017, 1 commune est supprimée, mais celle-ci se regroupe avec une commune du département de la Marne et forme une commune nouvelle dans ce même département, abaissant le nombre de communes à 804. Ce regroupement ne change pas le nombre d'unités urbaine, ni celui des communes urbaines. Le nombre de communes rurales passe cependant à 725.
Au 1er janvier 2020, alors que 7 communes sont supprimées, 3 communes nouvelles voient le jour, diminuant le nombre de communes à 800. Ce regroupement ne change pas le nombre d'unités urbaine, ni celui des communes urbaines. Le nombre de communes rurales passe cependant à 719

### Liste des unités urbaines
Elles sont les suivantes avec les chiffres du recensement de 2015.
| Code   | Unité urbaine (2010)    | Nombre de communes | Population (hab.) | Superficie (km2) | Densité (hab./km2) |
| ------ | ----------------------- | ------------------ | ----------------- | ---------------- | ------------------ |
| 02 501 | Saint-Quentin           | 6                  | 65 059            | 49,3             | 1 320              |
| 02 404 | Soissons                | 8                  | 42 947            | 56,3             | 763                |
| 02 403 | Laon                    | 3                  | 28 791            | 66,3             | 434                |
| 02 402 | Tergnier                | 7                  | 22 463            | 48,8             | 460                |
| 02 401 | Château-Thierry         | 6                  | 21 591            | 67,31            | 321                |
| 02 303 | Chauny                  | 5                  | 17 550            | 53,86            | 326                |
| 02 301 | Villers-Cotterêts       | 1                  | 10 951            | 41,71            | 263                |
| 02 302 | Hirson                  | 2                  | 10 031            | 37,9             | 265                |
| 02 203 | Charly-sur-Marne        | 5                  | 7 110             | 58,94            | 121                |
| 02 202 | Bohain-en-Vermandois    | 1                  | 5 670             | 31,74            | 179                |
| 02 201 | Guise                   | 1                  | 4 919             | 16,13            | 305                |
| 02 121 | Pinon                   | 2                  | 3 723             | 18,97            | 196                |
| 02 119 | Saint-Michel            | 1                  | 3 476             | 42,2             | 82                 |
| 02 120 | Vervins                 | 2                  | 3 434             | 30,09            | 114                |
| 02 118 | Étreux                  | 4                  | 3 326             | 40,38            | 82                 |
| 02 117 | Fère-en-Tardenois       | 1                  | 3 143             | 20,4             | 154                |
| 02 116 | Origny-Sainte-Benoite   | 3                  | 3 135             | 43,81            | 72                 |
| 02 115 | Fresnoy-le-Grand        | 1                  | 2 956             | 15,07            | 196                |
| 02 114 | Montescourt-Lizerolles  | 2                  | 2 904             | 19,66            | 148                |
| 02 113 | Le Nouvion-en-Thiérache | 1                  | 2 669             | 48,42            | 55                 |
| 02 112 | Venizel                 | 2                  | 2 535             | 11,18            | 227                |
| 02 108 | Vic-sur-Aisne           | 2                  | 2 328             | 13,1             | 178                |
| 02 110 | Marle                   | 1                  | 2 281             | 13,79            | 165                |
| 02 109 | Saint-Gobain            | 1                  | 2 269             | 29,73            | 76                 |
| 02 103 | Braine                  | 1                  | 2 249             | 11,61            | 194                |
| 02 106 | Nesles-la-Montagne      | 2                  | 2 222             | 24,14            | 92                 |
| 02 104 | Guignicourt             | 1                  | 2 193             | 17,74            | 124                |
| 02 111 | Montcornet              | 3                  | 2 143             | 32,54            | 66                 |
| 02 107 | La Ferté-Milon          | 1                  | 2 123             | 18,35            | 116                |
| 02 105 | Sissonne                | 1                  | 2 096             | 53,53            | 39                 |
| 02 102 | Vailly-sur-Aisne        | 1                  | 2 005             | 9,97             | 201                |
| 02 101 | Ribemont                | 1                  | 1 969             | 26,91            | 73                 |

### Synthèse départementale sur les unités urbaines
| Type              | Quantité | Quantité | Superficie | Superficie | Population | Population | Densité (hab./km2) |
| Type              | Nb.      | %        | Km2        | %          | Hab.       | %          | Densité (hab./km2) |
| ----------------- | -------- | -------- | ---------- | ---------- | ---------- | ---------- | ------------------ |
| Communes urbaines | 79       | 9,83     | 1 069,88   | 14,53      | 292 261    | 54,26      | 273                |
| Communes rurales  | 725      | 90,17    | 6 291,65   | 85,47      | 246 398    | 45,74      | 39                 |

## Unité urbaine en 1999

### Définitions
En France, l’Institut national de la statistique et des études économiques (Insee) définit l’unité urbaine comme une surface agglomérée contigüe de plus de 2 000 habitants. Cette surface peut s’étendre sur une ou plusieurs communes : on parle de « ville isolée » dans le premier cas, et d’« unité urbaine multicommunale » dans le second
Dans le département de l'Aisne, le zonage de 1999 met en évidence 32 unités urbaines regroupant 83 des 816 communes départementales. En outre, l’Insee distingue parmi ces unités 15 villes isolées et 17 unités urbaines multicommunales.
Par rapport au zonage de 1990, le département compte 816 communes en 1999 au lieu de 817 communes, à la suite de la fusion-association entre Tergnier et Quessy. L'unité urbaine de Tergnier conserve d'ailleurs le même périmètre que celui de 1990. Les unités urbaines de Charly et de Vic-sur-Aisne voient leurs périmètres étendus. Celle de Vic-sur-Aisne devient d'ailleurs une unité urbaine interdépartementale. Une nouvelle unité urbaine fait son apparition, celle de Vailly-sur-Aisne, mais une autre disparaît, celle de La Capelle.

### Liste des unités urbaines en 1999
Elles sont les suivantes avec les chiffres du recensement de 1999.
| Code   | Unité urbaine (1999)    | Nombre de communes | Population (hab.) | Superficie (km2) | Densité (hab./km2) |
| ------ | ----------------------- | ------------------ | ----------------- | ---------------- | ------------------ |
| 02 501 | Saint-Quentin           | 7                  | 69 249            | 57,56            | 1 203              |
| 02 404 | Soissons                | 9                  | 45 256            | 69,16            | 654                |
| 02 403 | Laon                    | 2                  | 27 021            | 50,86            | 531                |
| 02 402 | Tergnier                | 7                  | 24 043            | 48,8             | 493                |
| 02 401 | Château-Thierry         | 8                  | 23 515            | 91,45            | 257                |
| 02 302 | Chauny                  | 6                  | 19 345            | 61,59            | 314                |
| 02 301 | Hirson                  | 2                  | 11 229            | 37,9             | 296                |
| 02 204 | Villers-Cotterêts       | 1                  | 9 839             | 41,71            | 236                |
| 02 203 | Charly                  | 5                  | 6 698             | 58,94            | 114                |
| 02 202 | Bohain-en-Vermandois    | 1                  | 6 600             | 31,74            | 208                |
| 02 201 | Guise                   | 1                  | 5 901             | 16,13            | 366                |
| 02 120 | Saint-Michel            | 1                  | 3 656             | 42,2             | 87                 |
| 02 119 | Pinon                   | 2                  | 3 614             | 18,97            | 191                |
| 02 118 | Vervins                 | 2                  | 3 464             | 30,09            | 115                |
| 02 117 | Fère-en-Tardenois       | 1                  | 3 356             | 20,4             | 165                |
| 02 116 | Fresnoy-le-Grand        | 1                  | 3 272             | 15,07            | 217                |
| 02 115 | Origny-Sainte-Benoite   | 3                  | 3 258             | 43,81            | 74                 |
| 02 114 | Étreux                  | 2                  | 2 960             | 22,33            | 133                |
| 02 113 | Le Nouvion-en-Thiérache | 1                  | 2 917             | 48,42            | 60                 |
| 02 112 | Montescourt-Lizerolles  | 2                  | 2 765             | 19,66            | 141                |
| 02 111 | Venizel                 | 2                  | 2 651             | 11,18            | 237                |
| 02 110 | Marle                   | 1                  | 2 529             | 13,79            | 183                |
| 02 109 | Montcornet              | 3                  | 2 444             | 32,54            | 75                 |
| 02 108 | Saint-Gobain            | 1                  | 2 340             | 29,73            | 79                 |
| 02 107 | Guignicourt             | 1                  | 2 203             | 17,74            | 124                |
| 02 106 | Athies-sous-Laon        | 1                  | 2 132             | 15,44            | 138                |
| 02 105 | Sissonne                | 1                  | 2 113             | 53,53            | 39                 |
| 02 104 | La Ferté-Milon          | 1                  | 2 109             | 18,35            | 115                |
| 02 103 | Ribemont                | 1                  | 2 096             | 26,91            | 78                 |
| 02 102 | Vailly-sur-Aisne        | 1                  | 2 081             | 9,97             | 209                |
| 02 101 | Braine                  | 1                  | 2 069             | 11,61            | 178                |
| 00 157 | Vic-sur-Aisne           | 5                  | 3 920             | 37,65            | 104                |

### Synthèse départementale sur les unités urbaines en 1999
| Type              | Quantité | Quantité | Superficie | Superficie | Population | Population | Densité (hab./km2) |
| Type              | Nb.      | %        | Km2        | %          | Hab.       | %          | Densité (hab./km2) |
| ----------------- | -------- | -------- | ---------- | ---------- | ---------- | ---------- | ------------------ |
| Communes urbaines | 82       | 10,05    | 1 102,61   | 14,96      | 306 645    | 57,23      | 278                |
| Communes rurales  | 734      | 89,95    | 6 266,39   | 85,04      | 229 016    | 42,77      | 37                 |

## Unité urbaine en 1990

### Définitions
En France, l’Institut national de la statistique et des études économiques (Insee) définit l’unité urbaine comme une surface agglomérée contigüe de plus de 2 000 habitants. Cette surface peut s’étendre sur une ou plusieurs communes : on parle de « ville isolée » dans le premier cas, et d’« unité urbaine multicommunale » dans le second
Dans le département de l'Aisne, le zonage de 1990 met en évidence 32 unités urbaines regroupant 81 des 817 communes départementales. En outre, l’Insee distingue parmi ces unités 15 villes isolées et 17 unités urbaines multicommunales.

### Liste des unités urbaines en 1990
Elles sont les suivantes avec les chiffres du recensement de 1990.
| Code   | Unité urbaine (1990)    | Nombre de communes | Population (hab.) | Superficie (km2) | Densité (hab./km2) |
| ------ | ----------------------- | ------------------ | ----------------- | ---------------- | ------------------ |
| 02 501 | Saint-Quentin           | 7                  | 71 113            | 57,56            | 1 235              |
| 02 404 | Soissons                | 9                  | 46 168            | 69,16            | 668                |
| 02 403 | Laon                    | 2                  | 27 199            | 50,86            | 535                |
| 02 402 | Tergnier                | 8                  | 24 257            | 48,8             | 497                |
| 02 401 | Château-Thierry         | 8                  | 23 870            | 91,45            | 261                |
| 02 302 | Chauny                  | 6                  | 19 663            | 61,59            | 319                |
| 02 301 | Hirson                  | 2                  | 11 041            | 37,9             | 291                |
| 02 204 | Villers-Cotterêts       | 1                  | 8 867             | 41,71            | 213                |
| 02 203 | Bohain-en-Vermandois    | 1                  | 6 965             | 31,74            | 219                |
| 02 202 | Guise                   | 1                  | 5 976             | 16,13            | 370                |
| 02 201 | Charly                  | 4                  | 5 282             | 51,37            | 103                |
| 02 121 | Saint-Michel            | 1                  | 3 783             | 42,2             | 90                 |
| 02 120 | Pinon                   | 2                  | 3 669             | 18,97            | 193                |
| 02 119 | Fresnoy-le-Grand        | 1                  | 3 581             | 15,07            | 238                |
| 02 118 | Vervins                 | 2                  | 3 501             | 30,09            | 116                |
| 02 117 | Origny-Sainte-Benoite   | 3                  | 3 402             | 43,81            | 78                 |
| 02 116 | Fère-en-Tardenois       | 1                  | 3 168             | 20,4             | 155                |
| 02 115 | Étreux                  | 2                  | 3 123             | 22,33            | 140                |
| 02 114 | Vic-sur-Aisne           | 3                  | 3 071             | 27,16            | 113                |
| 02 113 | Le Nouvion-en-Thiérache | 1                  | 2 905             | 48,42            | 60                 |
| 02 112 | Venizel                 | 2                  | 2 801             | 11,18            | 251                |
| 02 111 | Montescourt-Lizerolles  | 2                  | 2 707             | 19,66            | 138                |
| 02 110 | Marle                   | 1                  | 2 669             | 13,79            | 194                |
| 02 109 | Montcornet              | 3                  | 2 519             | 32,54            | 77                 |
| 02 108 | Saint-Gobain            | 1                  | 2 321             | 29,73            | 78                 |
| 02 107 | Sissonne                | 1                  | 2 315             | 53,53            | 43                 |
| 02 106 | Ribemont                | 1                  | 2 227             | 26,91            | 83                 |
| 02 105 | La Ferté-Milon          | 1                  | 2 208             | 18,35            | 120                |
| 02 104 | La Capelle              | 1                  | 2 149             | 12,26            | 175                |
| 02 103 | Athies-sous-Laon        | 1                  | 2 124             | 15,44            | 138                |
| 02 102 | Braine                  | 1                  | 2 090             | 11,61            | 180                |
| 02 101 | Guignicourt             | 1                  | 2 008             | 17,74            | 113                |

### Synthèse départementale sur les unités urbaines en 1990
| Type              | Quantité | Quantité | Superficie | Superficie | Population | Population | Densité (hab./km2) |
| Type              | Nb.      | %        | Km2        | %          | Hab.       | %          | Densité (hab./km2) |
| ----------------- | -------- | -------- | ---------- | ---------- | ---------- | ---------- | ------------------ |
| Communes urbaines | 81       | 9,91     | 1 089,46   | 14,78      | 308 472    | 57,47      | 283                |
| Communes rurales  | 736      | 90,09    | 6 279,54   | 85,22      | 228 517    | 42,53      | 36                 |